# Йохан Ернст Емануел Йозеф фон Харах
Йохан Ернст Емануел Йозеф фон Харах (на немски: Johann Ernst Emanuel Joseph von Harrach; * 9 април 1705, Виена; † 17 декември 1739, Рим) е епископ на Нитра в днешна Словакия (1737 – 1739).

## Живот
Той е син, 7-то дете, на австрийския държавник граф Алойз Томас Раймунд фон Харах (1669 – 1742), вицекрал на Неапол и Сицилия, и втората му съпруга графиня Анна Цецилия фон Танхаузен (1674 – 1721), вдовица на граф Михаел Освалд фон Тун, дъщеря на граф Йохан Йозеф Игнац фон Танхаузен (1650 – 1684) и графиня Елеонора, трушсес фон Ветцхаузен (1657 – 1692). Брат е на дипломатите Фридрих Август фон Харах-Рорау (1696 – 1749) и Фердинанд Бонавентура II фон Харах (1708 – 1778). Племенник е на Франц Антон фон Харах (1665 – 1727), княжески епископ на Виена (1702 – 1705) и архиепископ на Залцбург (1709 – 1727).
Йохан Ернст е ръкоположен за свещеник на 5 април 1733 г., става пропст в Стара-Болеслав/Алтбунцлау, абат на в Дьотмьоз, домхер и капитулар в Залцбург и Пасау. Той е императорски таен съветник. Император Карл VI го прави министър в Светия престол в Рим.
На 7 март 1737 г. е избран за епископ на Нитра. На 30 септември 1737 г. той е конфирмиран и започва службата си на 6 октомври 1737 г. на 32 години.
Умира на 34 години на 16 декември 1739 г. в Рим.